# かいしのぶ
かい しのぶ（1972年9月1日 - ）は、日本の元グラビアアイドル、キャンペーンガール。
所属事務所はクリエイト・エッセからウイント。

## 来歴
青森県三沢市出身。4姉妹の末っ子として生まれる。15歳からモデルの仕事を始め、高校卒業後上京し、800倍の難関を突破し1993年、テイジン水着キャンペーンガールの座を射止める。同年、大磯ロングビーチキャンペーンガールにも選ばれる。純日本人ながらハーフか外国人と見紛うほどのエキゾチックで白人そっくりな美貌でグラビアにも多数登場し、写真集が一冊だけ出版された。
本人は女優を目指していたようだが、その後ヘアスタイリストと結婚し、そのまま芸能界から離れていった。